# Gołonóg (gmina)
Gołonóg – dawna gmina wiejska istniejąca w latach 1915–1919, a następnie: de facto 1941–1954, de jure polonorum 1950–1954, w Kieleckiem i Katowickiem. Siedzibą władz gminy był Gołonóg (obecnie dzielnica Dąbrowy Górniczej).

## I wojna światowa
Gmina Gołonóg powstała po raz pierwszy wiosną 1915, utworzona przez austriackich okupantów z części gminy Olkusko-Siewierskiej, która znalazła się w obrębie utworzonego przez nich powiatu dąbrowskiego. Jedynie północna część gminy Olkusko-Siewierskiej na północ od Kolei Warszawsko-Wiedeńskiej weszła w skład strefy okupacyjnej niemieckiej i reformowanego tam powiatu będzińskiego. Chodziło o rzadko zaludniono obszary (część Gołonоga z m.in. Łęknicami i Piekłem), które 27 lutego 1915 włączono do gminy Wojkowice Kościelne.
Gmina ta liczyła w 1916 roku 28.790 mieszkańców.
20 marca 1919, po odzyskaniu przez Polskę niepodległości, zgodnie z życzeniem Wydziału Powiatowgo, gmina Gołonóg została zniesiona w związku z reaktywacją gminy Olkusko-Siewierskiej w jej przedwojennych granicach.

## II wojna światowa
Gminę Gołonóg utworzono ponownie przez okupantów niemieckich 15 marca 1941 za okupacji hitlerowskiej z części przedwojennej gminy Olkusko-Siewierskiej, odpowiadającej miejscowości Gołonóg (z pozostałej części gminy Niemcy utworzyli odrębną gminę Strzemieszyce).

## PRL
Po wojnie gmina Gołonóg przeszła pod administrację polską jako pozostałość po niemieckiej jednostce. Według stanu z 1 stycznia 1946 gmina o nazwie Gołonóg składała się tylko z samego Gołonoga.
Formalnie, tzn. przez administrację polską, gmina została "utworzona" dopiero 1 stycznia 1950 roku w woj. śląskim (powiat będziński) z części obszaru znoszonej gminy Olkusko-Siewierskiej (gromada Gołonóg). 12 września 1953 roku część obszaru gminy włączono do Dąbrowy Górniczej. Według stanu z dnia 1 lipca 1952 roku gmina Gołonóg nie była podzielona na gromady.
Zniesiona została 29 września 1954 roku wraz z reformą wprowadzającą gromady w miejsce gmin, a jej obszar przekształcony w gromadę Gołonóg. 1 stycznia 1957 roku gromada Gołonóg uzyskała status osiedla, które 30 grudnia 1960 roku zostało włączone do Dąbrowy Górniczej.